# Верховний суд Індії

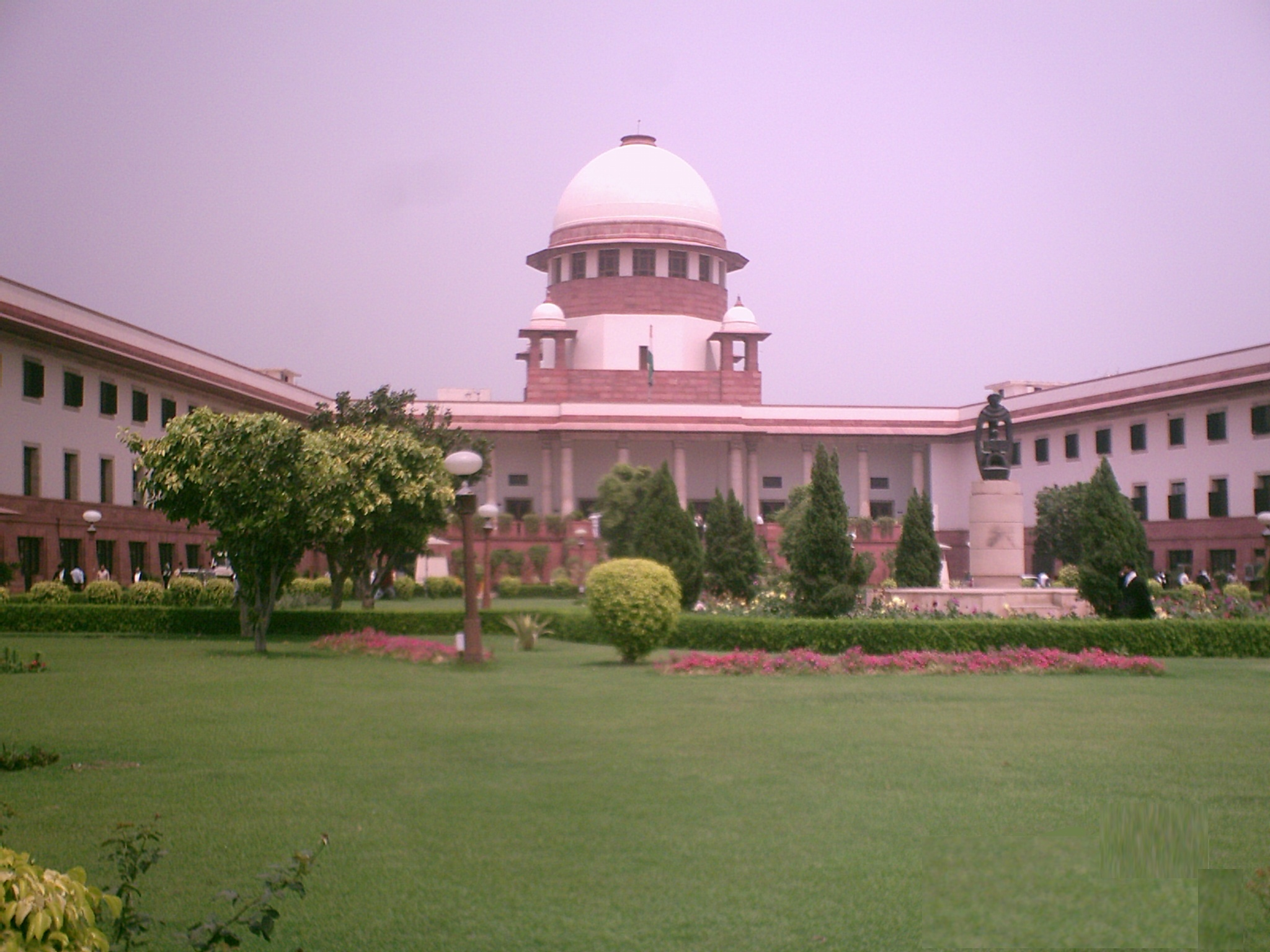
Будівля Верховного суду

Верховний суд Індії (англ. Supreme Court of India, гінді भारत का उच्चतम न्यायालय) — суд найвищої інстанції на території Індії, встановлений IV розділом V частини Конституції Індії. Згідно з конституцією, Верховний суд є гарантом конституції та найвищим апеляційним судом, що приймає апеляції проти рішень Високих судів штатів і територій. Крім того, суд розглядає й прямі позови з питань серйозного порушення прав людини, якщо ці питання вимагають негайного вирішення. Суд почав працювати 28 січня 1950 року і з того часу виніс 24 тисячі рішень. Будівля суду розташована в Нью-Делі у збудованому британцями районі, відомому як Лаченсівське Делі.
| Прапор Індії | Це незавершена стаття про Індію. Ви можете допомогти проєкту, виправивши або дописавши її. |